# David Corn

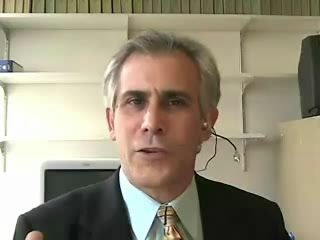
David Corn

David Corn (20 februari 1959) is een Amerikaans journalist, politiek redacteur en auteur. Hij kreeg vooral bekendheid door zijn publicaties over de Plame-affaire. Corn is getrouwd met de Nederlandse Welmoed Laanstra en heeft twee dochters.

## Opleiding en loopbaan
Hij volgde zijn opleiding aan Brown University in Providence (Rhode Island. Corn is hoofd van de Washington-redactie van het tijdschrift Mother Jones. Hij werkte als Washington-redacteur voor het weekblad The Nation en verscheen regelmatig op Fox News en National Public Radio. Ook gaf hij enkele keren commentaar in de War and Peace Report, het dagelijkse nieuwsprogramma van Democracy Now! en in Nederland in het NOS Journaal en NOVA. David Corn schrijft een weblog voor The Huffington Post en gaat regelmatig in debat met de columnist James Pilkerton op BloggingHeads.tv. Corns werk als auteur omvat zowel non-fictie als fictie, dat over het algemeen de regering en de federale politiek tot onderwerp heeft.

## Recensent
Corn schreef regelmatig boekrecensies voor een aantal media. In één recensie leverde hij kritiek op zijn eigen werkgever, toen Nation Books (een dochterbedrijf van The Nation) een vertaling publiceerde van een controversieel Frans boek over Osama bin Laden en de aanslagen op 11 september 2001. Het boek, Forbidden Truth van Jean-Charles Brisard en Guillaume Dasquié (voormalig hoofdredacteur van Intelligence Online.com, suggereerde dat de aanvallen het gevolg waren van het afbreken van gesprekken tussen de Taliban en de Verenigde Staten over de aanleg van een oliepijplijn door Afghanistan. Corn stelde dat de publicatie van "verzonnen samenzweringstheorieën" de mogelijkheid aantastte om het wangedrag van de regering aan de kaak te stellen.

## Boeken
Corns eerste boek was een biografie uit 1994 over Ted Schackley, een CIA-medewerker. Het boek kreeg gemengde reacties. Corn gebruikte Shackleys klim naar de top via de CIA-bureaucratie om te illustreren hoe de organisatie functioneert en hoe enkele geheime operaties tijdens de periode van de Koude Oorlog zijn verlopen. Roger Warner noemde het boek in de Washington Post een "indrukwekkend blijk van onderzoek", maar Joseph Finder in de New York Times stelde dat Corn de geschiedenis ernstig had verdraaid om Shackley de schuld te kunnen geven van een aantal mislukkingen van de CIA.
Corn schreef fictie voor de serie Unusual Suspects, een serie misdaadverhalen die verscheen in 1996 om geld in te zamelen tegen de honger in de wereld. Zijn eerste roman, Deep Background, was een thriller op basis van een samenzweringsverhaal rond de moord op een president, gepleegd tijdens een persconferentie in het Witte Huis. Recensies loofden Corns adequate typering van de politieke sfeer en karakters, hoewel de meningen verdeeld waren over de vraag of dit een deugd was of al te zeer bekend terrein aan het einde van de Clinton-jaren.
Met de komst van George W. Bush, werd Corn een scherp criticus van de president. Zijn volgende boek was getiteld The Lies of George W. Bush. Hierin beschuldigde Corn de president van bewuste en systematische "verdraaiing van de waarheid" als onderdeel van diens politieke strategie. Sommige media hadden kritiek op het boek omdat hij zijn beweringen niet goed zou hebben onderbouwd en het boek een te gekleurd beeld zou schetsen.
Corn kritiseerde vooral de vele argumenten die het publiek waren voorgeschoteld om de Invasie van Irak in 2003 te rechtvaardigen. Hij daagde William Safire uit, een columnist van de New York Times, vanwege diens bewering dat er banden waren tussen Saddam Hoessein en Al-Qaeda. Samen met Michael Isikoff van Newsweek, analyseerde Corn de motivering van de regering-Bush voor de Invasie van Irak in hun boek Hubris.

## De Plame-affaire
Corn was nauw betrokken bij de eerste onthullingen over de Plame-affaire: de controverse over het lekken in de media van de naam van CIA-analiste Valerie Plame. Volgens haar echtgenoot, de diplomaat Joseph C. Wilson, werd haar geheime identiteit onthuld als wraak voor zijn opiniestuk in de New York Times. Hierin had Wilson onder andere verklaard dat de bewering van de regering-Bush over verkoop van verrijkt uranium door Niger aan Irak, onjuist waren.
Robert Novak onthulde na een lek Plame’s identiteit in een column op 14 juli 2003. Corn schreef vervolgens als eerste dat Plame inderdaad geheime opdrachten had uitgevoerd. Dit bericht werd gepubliceerd op 17 juli.
Corn kritiseerde Novak voor het publiceren van de informatie, omdat hij hiermee inbreuk deed op de Intelligence Identities Protection Act. Volgens Corn en Isikoff was de naam van Plame gelekt door Richard Armitage, staatssecretaris van Buitenlandse Zaken onder president Bush van 2001-2005. In september 2006 bekende Richard Armitage.
Novak zijnerzijds betwistte dat Plame werkelijk voor geheime operaties werd ingezet, althans op het moment dat haar identiteit werd onthuld. Novak had bovendien bezwaar tegen de kritische toon waarop hij was neergezet in Hubris. Hij vond dat Corn de Plame-affaire had opgeblazen en stelde dat Corn beïnvloed werd door zijn nauwe vriendschap met Joseph Wilson.

## Publicaties
- Blond Ghost: Ted Shackley and the CIA's Crusades. New York: Simon & Schuster, 1994.
- Deep Background. New York: St. Martin's Press, 1999.
- The Lies of George W. Bush: Mastering the Politics of Deception. New York: Crown Publishers, 2003.
- Hubris: The Inside Story of Spin, Scandal, and the Selling of the Iraq War. New York: Crown Publishers, 2006. (Co-auteur met Michael Isikoff.)